# Ankober
Ankober (également appelée Gorobela) est une ville d'Éthiopie, ancienne capitale du royaume de Choa. Elle est située dans la zone de Semien Shewa de la région Amhara, elle se trouve à 40 kilomètres à l'est de Debre Berhan, à 2 465 mètres d'altitude.

## Histoire

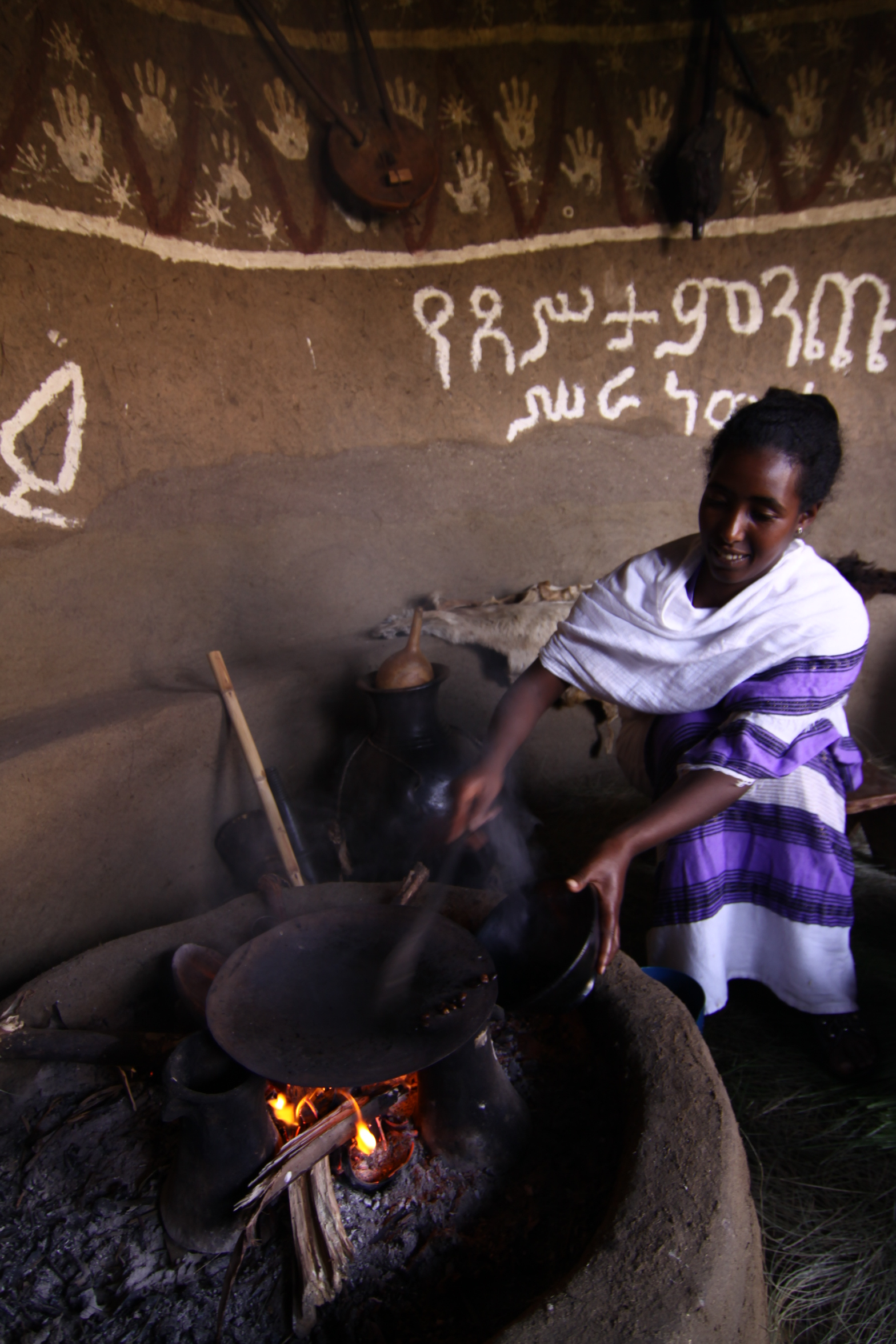
Jeune fille amhara préparant le café.

Jules Borelli l'atteint le 15 juin 1886 et y demeure jusqu'au 26 juin.
Il en attribue l’étymologie à une reine oromo nommée « Anko » qui aurait habité et gouverné le pays et à « bœr », signifiant « porte » ou « péage ».
Borelli lors de son exploration de l’Éthiopie s'y rend régulièrement et c'est à Ankober qu'il rencontre pour la première fois Arthur Rimbaud le mercredi 9 février 1887. Il le décrit ainsi :
« M. Rimbaud, négociant français, arrive de Toudjourrah, avec sa caravane. Les ennuis ne lui ont pas été épargnés en route. Toujours le même programme : mauvaise conduite, cupidité et trahison des hommes ; tracasseries et guet-apens des Adal ; privation d'eau ; exploitation par les chameliers...
Notre compatriote a habité le Harrar. Il sait l'arabe et parle l'amharigna et l'oromo. Il est infatigable. Son aptitude pour les langues, une grande force de volonté et une patience à toute épreuve, le classent parmi les voyageurs accomplis ».